# آلائوترا-مانگورو
آلائوترا-مانگورو (Alaotra-Mangoro) یکی از ۲۲ منطقه کشور ماداگاسکار است.

## ناحیه ها
منطقه آلائوترا-مانگورو از ۵ ناحیه تشکیل شده است:
- آمباتوندرازاکا (Ambatondrazaka)
- آمپارافاراوولا (Amparafaravola)
- آندیلامنا (Andilamena)
- آنوسیبه (Anosibe)
- مورامانگا (Moramanga)